# Квантовая криптография
Квантовая криптография — метод защиты коммуникаций, основанный на принципах квантовой физики. В отличие от традиционной криптографии, которая использует математические методы, чтобы обеспечить секретность информации, квантовая криптография сосредоточена на физике, рассматривая случаи, когда информация переносится с помощью объектов квантовой механики. Процесс отправки и приёма информации всегда выполняется физическими средствами, например, при помощи электронов в электрическом токе, или фотонов в линиях волоконно-оптической связи. Подслушивание может рассматриваться как изменение определённых параметров физических объектов — в данном случае, переносчиков информации.
Технология квантовой криптографии опирается на принципиальную неопределённость поведения квантовой системы, выраженную в принципе неопределённости Гейзенберга — невозможно одновременно получить координаты и импульс частицы, невозможно измерить один параметр фотона, не исказив другой.
Используя квантовые явления, можно спроектировать и создать такую систему связи, которая всегда может обнаруживать подслушивание. Это обеспечивается тем, что попытка измерения взаимосвязанных параметров в квантовой системе вносит в неё изменения, разрушая исходные сигналы, а значит, по уровню шума в канале легитимные пользователи могут распознать степень активности перехватчика.

## История возникновения
Впервые идея защиты информации с помощью квантовых объектов была предложена Стивеном Визнером в 1970 году. Спустя десятилетие Чарльз Беннет (IBM) и Жиль Брассар (Монреальский университет), знакомые с работой Визнера, предложили передавать секретный ключ с использованием квантовых объектов. В 1984 году они предположили возможность создания фундаментально защищённого канала с помощью квантовых состояний. После этого ими была предложена схема (BB84), в которой легальные пользователи (Алиса и Боб) обмениваются сообщениями, представленными в виде поляризованных фотонов, по квантовому каналу.
Злоумышленник (Ева), пытающийся исследовать передаваемые данные, не может произвести измерение фотонов без искажения текста сообщения. Легальные пользователи по открытому каналу сравнивают и обсуждают сигналы, передаваемые по квантовому каналу, тем самым проверяя их на возможность перехвата. Если ими не будет выявлено никаких ошибок, то переданную информацию можно считать случайно распределённой, случайной и секретной, несмотря на все технические возможности, которые может использовать криптоаналитик.

## Первое устройство квантовой криптографии

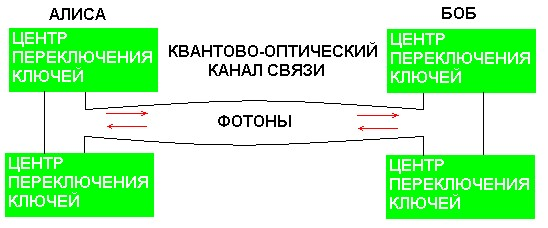
Первая квантово-криптографическая схема. Система состоит из квантового канала и специального оборудования на обоих концах схемы.

Первая работающая квантово-криптографическая схема была построена в 1989 году в Исследовательском центре компании IBM Беннетом и Брассаром. Данная схема представляла собой квантовый канал, на одном конце которого был передающий аппарат Алисы, на другом принимающий аппарат Боба. Оба аппарата были размещены на оптической скамье длиной около 1 м, в светонепроницаемом кожухе размерами 1,5 × 0,5 × 0,5 м. Управление происходило с помощью компьютера, в который были загружены программные представления легальных пользователей и злоумышленника.
Злоумышленник не сможет незаметно скопировать поток квантов в силу теоремы о запрете клонирования. Легальные пользователи могут исправлять ошибки с помощью специальных кодов, обсуждая по открытому каналу результаты кодирования.
Но всё-таки при этом часть информации попадает к криптоаналитику. Тем не менее, легальные пользователи Алиса и Боб, изучая количество выявленных и исправленных ошибок, а также интенсивность вспышек света, могут дать оценку количеству информации, попавшей к злоумышленнику.

## Простейший алгоритм генерации секретного ключа (BB84)
Схема ВВ84 работает следующим образом. Вначале отправитель (Алиса) производит генерацию фотонов со случайной поляризацией, выбранной из 0, 45, 90 и 135°. Получатель (Боб) принимает эти фотоны, затем для каждого выбирает случайным образом способ измерения поляризации, диагональный или перпендикулярный. Затем по открытому каналу сообщает о том, какой способ он выбрал для каждого фотона, не раскрывая при этом самих результатов измерения. После этого Алиса по тому же открытому каналу сообщает, правильный ли был выбран вид измерений для каждого фотона. Далее Алиса и Боб отбрасывают те случаи, когда измерения Боба были неверны. Если не было перехвата квантового канала, то секретной информацией или ключом и будут оставшиеся виды поляризации. На выходе будет последовательность битов: фотоны с горизонтальной или 45°-й поляризацией принимаются за двоичный «0», а с вертикальной или 135°-й поляризацией — за двоичную «1». Этот этап работы квантово-криптографической системы называется первичной квантовой передачей.

Алиса посылает фотоны, имеющие одну из четырёх возможных поляризаций, которую она выбирает случайным образом.

Для каждого фотона Боб выбирает случайным образом тип измерения: он измеряет либо прямолинейную поляризацию (+), либо диагональную (х).

Боб записывает результаты измерения и сохраняет в тайне.

Боб открыто объявляет, какого типа измерения он проводил, а Алиса сообщает ему, какие измерения были правильными.

Алиса и Боб сохраняют все данные, полученные в тех случаях, когда Боб применял правильное измерение. Эти данные затем переводятся в биты (0 и 1), последовательность которых и является результатом первичной квантовой передачи.

Следующим этапом очень важно оценить попытки перехватить информацию в квантово-криптографическом канале связи. Это производится по открытому каналу Алисой и Бобом путём сравнения и отбрасывания подмножеств полученных данных случайно ими выбранных. Если после такого сравнения будет выявлен перехват, то Алиса и Боб должны будут отбросить все свои данные и начать повторное выполнение первичной квантовой передачи. В противном случае они оставляют прежнюю поляризацию. Согласно принципу неопределённости, криптоаналитик (Ева) не может измерить как диагональную, так и прямоугольную поляризацию одного и того же фотона. Даже если им будет произведено измерение для какого-либо фотона и затем этот же фотон будет переслан Бобу, то в итоге количество ошибок намного увеличится, и это станет заметно Алисе. Это приведет к тому, что Алиса и Боб будут полностью уверены в состоявшемся перехвате фотонов. Если расхождений нет, то биты, использованные для сравнения, отбрасываются, ключ принимается. С вероятностью {\displaystyle 1-2^{-k}} (где k — число сравненных битов) канал не прослушивался.
Если недоброжелатель может не только прослушивать основной канал «Алиса → Боб», но и может фальсифицировать работу открытого канала Боб → Алиса, то вся схема рушится; смотри статью атака посредника.
Описанный алгоритм носит название протокола квантового распределения ключа BB84. В нём информация кодируется в ортогональные квантовые состояния. Помимо использования ортогональных состояний для кодирования информации, можно использовать и неортогональные состояния (например, протокол B92).

## Алгоритм Беннета
В 1991 году Чарльзом Беннетом был предложен следующий алгоритм для выявления искажений в переданных по квантовому каналу данных:
- Отправитель и получатель заранее оговаривают произвольность расположения битов в строках, что определяет произвольный характер положения ошибок.
- Все строки разбиваются на блоки длины k. Где k выбирается так, чтобы минимизировать вероятность ошибки.
- Отправитель и получатель определят четность каждого блока, и сообщают её друг другу по открытому каналу связи. После этого в каждом блоке удаляют последний бит.
- Если четность двух каких-либо блоков оказалось различной, отправитель и получатель производят итерационный поиск неверных битов и исправляют их.
- Затем весь алгоритм выполняется заново для другого (большего) значения k. Это делается для того, чтобы исключить ранее незамеченные кратные ошибки.
- Чтобы определить все ли ошибки были обнаружены, проводится псевдослучайная проверка. Отправитель и получатель открыто сообщают о произвольной перестановке половины бит в строках, а затем вновь открыто сравнивают четности (Если строки различны, четности обязаны не совпадать с вероятностью 0,5). Если четности отличаются, отправитель и получатель производят двоичный поиск и удаляют неверные биты.
- Если различий не наблюдается, после n итераций отправитель и получатель будут иметь одинаковые строки с вероятностью ошибки 2-n.

## Физическая реализация системы
Рассмотрим схему физической реализации квантовой криптографии. Слева находится отправитель, справа — получатель. Для того, чтобы передатчик имел возможность импульсно варьировать поляризацию квантового потока, а приёмник мог анализировать импульсы поляризации, используются ячейки Поккельса. Передатчиком формируется одно из четырёх возможных состояний поляризации. На ячейки данные поступают в виде управляющих сигналов. Для организации канала связи обычно используется волокно, а в качестве источника света берут лазер.
На стороне получателя после ячейки Поккельса расположена кальцитовая призма, которая должна расщеплять пучок на две составляющие, улавливаемые двумя фотодетекторами (ФЭУ), а те, в свою очередь, измеряют ортогональные составляющие поляризации. Вначале необходимо решить проблему интенсивности передаваемых импульсов квантов, возникающую при их формировании. Если в импульсе содержится 1000 квантов, существует вероятность того, что 100 из них будут отведены криптоаналитиком на свой приёмник. После чего, проводя анализ открытых переговоров, он сможет получить все необходимые ему данные. Из этого следует, что идеален вариант, когда в импульсе количество квантов стремится к одному. Тогда любая попытка перехватить часть квантов неизбежно изменит состояние всей системы и соответственно спровоцирует увеличение числа ошибок у получателя. В этой ситуации следует не рассматривать принятые данные, а заново повторить передачу. Однако, при попытках сделать канал более надёжным, чувствительность приёмника повышается до максимума, и перед специалистами встаёт проблема «темнового» шума. Это означает, что получатель принимает сигнал, который не был отправлен адресантом. Чтобы передача данных была надёжной, логические нули и единицы, из которых состоит двоичное представление передаваемого сообщения, представляются в виде не одного, а последовательности состояний, что позволяет исправлять одинарные и даже кратные ошибки.
Для дальнейшего увеличения отказоустойчивости квантовой криптосистемы используется эффект Эйнштейна — Подольского — Розена, возникающий в том случае, если сферическим атомом были излучены в противоположных направлениях два фотона. Начальная поляризация фотонов не определена, но в силу симметрии их поляризации всегда противоположны. Это определяет тот факт, что поляризацию фотонов можно узнать только после измерения. Криптосхема на основе эффекта Эйнштейна — Подольского — Розена, гарантирующая безопасность пересылки, была предложена Экертом. Отправителем генерируется несколько фотонных пар, после чего один фотон из каждой пары он откладывает себе, а второй пересылает адресату. Тогда если эффективность регистрации около единицы и на руках у отправителя фотон с поляризацией «1», то у получателя будет фотон с поляризацией «0» и наоборот. То есть легальные пользователи всегда имеют возможность получить одинаковые псевдослучайные последовательности. Но на практике оказывается, что эффективность регистрации и измерения поляризации фотона очень мала.

## Практические реализации системы
В 1989 году Беннет и Брассар в Исследовательском центре IBM построили первую работающую квантово-криптографическую систему. Она состояла из квантового канала, содержащего передатчик Алисы на одном конце и приёмник Боба на другом, размещённые на оптической скамье длиной около метра в светонепроницаемом полутораметровом кожухе размером 0,5 × 0,5 м. Собственно квантовый канал представлял собой свободный воздушный канал длиной около 32 см. Макет управлялся от персонального компьютера, который содержал программное представление пользователей Алисы и Боба, а также злоумышленника. В том же году передача сообщения посредством потока фотонов через воздушную среду на расстояние 32 см с компьютера на компьютер завершилась успешно. Основная проблема при увеличении расстояния между приёмником и передатчиком — сохранение поляризации фотонов. На этом основана достоверность способа.
Созданная при участии Женевского университета компания GAP-Optique под руководством Николаса Гисина совмещает теоретические исследования с практической деятельностью. Первым результатом этих исследований стала реализация квантового канала связи с помощью оптоволоконного кабеля длиной 23 км, проложенного по дну озера и соединяющего Женеву и Нион. Тогда был сгенерирован секретный ключ, уровень ошибок которого не превышал 1,4 %. Но всё-таки огромным недостатком этой схемы была чрезвычайно малая скорость передачи информации. Позже специалистам этой фирмы удалось передать ключ на расстояние 67 км из Женевы в Лозанну с помощью почти промышленного образца аппаратуры. Но и этот рекорд был побит корпорацией Mitsubishi Electric, передавшей квантовый ключ на расстояние 87 км, правда, на скорости в один байт в секунду.
Активные исследования в области квантовой криптографии ведут IBM, GAP-Optique, Mitsubishi, Toshiba, Национальная лаборатория в Лос-Аламосе, Калифорнийский технологический институт, молодая компания MagiQ и холдинг QinetiQ, поддерживаемый британским министерством обороны. В частности, в национальной лаборатории Лос-Аламоса была разработана и начала широко эксплуатироваться опытная линия связи длиной около 48 километров, где на основе принципов квантовой криптографии происходит распределение ключей, и скорость распределения может достигать несколько десятков кбит/с.
В 2001 году Эндрю Шилдс и его коллеги из TREL и Кембриджского университета создали диод, способный испускать единичные фотоны. В основе нового светодиода лежит «квантовая точка» — миниатюрный кусочек полупроводникового материала диаметром 15 нм и толщиной 5 нм, который может при подаче на него тока захватывать лишь по одной паре электронов и дырок. Это дало возможность передавать поляризованные фотоны на большее расстояние. В ходе экспериментальной демонстрации удалось передать зашифрованные данные со скоростью 75 Кбит/с — при том, что более половины фотонов терялось.
В Оксфордском университете ставятся задачи повышения скорости передачи данных. Создаются квантово-криптографические схемы, в которых используются квантовые усилители. Их применение способствует преодолению ограничения скорости в квантовом канале и, как следствие, расширению области практического применения подобных систем.
В Университете Джонса Хопкинса на квантовом канале длиной 1 км построена вычислительная сеть, в которой каждые 10 минут производится автоматическая подстройка. В результате этого, уровень ошибки снижен до 0,5 % при скорости связи 5 кбит/с.
Министерством обороны Великобритании поддерживается исследовательская корпорация QinetiQ, являющаяся частью бывшего британского агентства DERA (Defence Evaluation and Research Agency), которая специализируется на неядерных оборонных исследованиях и активно совершенствует технологию квантового шифрования.
Исследованиями в области квантовой криптографии занимается американская компания Magiq Technologies из Нью-Йорка, выпустившая прототип коммерческой квантовой криптотехнологии собственной разработки. Основной продукт Magiq — средство для распределения ключей (quantum key distribution, QKD), которое названо Navajo (по названию племени индейцев Навахо, язык которых во время Второй мировой войны американцы использовали для передачи секретных сообщений, поскольку за пределами США его никто не знал). Navajo способен в реальном времени генерировать и распространять ключи средствами квантовых технологий и предназначен для обеспечения защиты от внутренних и внешних злоумышленников.
В октябре 2007 года на выборах в Швейцарии были повсеместно использованы квантовые сети, начиная избирательными участками и заканчивая дата-центром ЦИК. Была использована техника, которую ещё в середине 90-х в Университете Женевы разработал профессор Николя Жизен. Также одним из участников создания такой системы была компания Id Quantique.
В 2011 году в Токио прошла демонстрация проекта «Tokyo QKD Network», в ходе которого разрабатывается квантовое шифрование телекоммуникационных сетей. Была проведена пробная телеконференция на расстоянии в 45 км. Связь в системе идёт по обычным оптоволоконным линиям. В будущем предполагается применение для мобильной связи.

## Квантовый криптоанализ

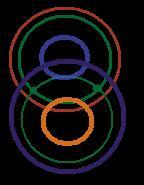
Частотный спектр в оптическом канале квантово-криптографической системы.

Широкое распространение и развитие квантовой криптографии не могло не спровоцировать появление квантового криптоанализа, который в ряде случаев обладает, согласно теории, преимуществами перед обычным. Рассмотрим, например, всемирно известный и распространенный в наши дни алгоритм шифрования RSA (1977). В основе этого шифра лежит идея того, что на простых компьютерах невозможно решить задачу разложения очень большого числа на простые множители, ведь данная операция потребует астрономического времени и экспоненциально большого числа действий. Другие теоретико-числовые методы криптографии могут быть основаны на проблеме дискретного логарифмирования. Для решения этих двух проблем был разработан квантовый алгоритм Шора (1994), позволяющий найти за конечное и приемлемое время все простые множители больших чисел или решить задачу логарифмирования, и, как следствие, взломать шифры RSA и ECC. Поэтому создание достаточно крупной квантовой криптоаналитической системы является плохой новостью для RSA и некоторых других асимметричных систем. Необходимо только создание квантового компьютера, способного исполнить необходимый алгоритм.
По состоянию на 2012 год наиболее продвинутые квантовые компьютеры смогли разложить на множители при помощи алгоритма Шора числа 15 и 21.

## Уязвимость реализаций квантовой системы
В 2010 году учёные успешно опробовали один из возможных способов атаки, показав принципиальную уязвимость двух реализаций криптографических систем, разработанных компаниями ID Quantique и MagiQ Technologies. И уже в 2011 году работоспособность метода была проверена в реальных условиях эксплуатации, на развёрнутой в Национальном университете Сингапура системе распространения ключей, которая связывает разные здания отрезком оптоволокна длиной в 290 м.
В эксперименте использовалась физическая уязвимость четырёх однофотонных детекторов (лавинных фотодиодов), установленных на стороне получателя (Боба). При нормальной работе фотодиода приход фотона вызывает образование электронно-дырочной пары, после чего возникает лавина, а результирующий выброс тока регистрируется компаратором и формирователем импульсов. Лавинный ток «подпитывается» зарядом, хранимым небольшой ёмкостью (≈ 1,2 пФ), и схеме, обнаружившей одиночный фотон, требуется некоторое время на восстановление (~ 1 мкс).
Если на фотодиод подавать такой поток излучения, когда полная перезарядка в коротких промежутках между отдельными фотонами будет невозможна, амплитуда импульса от одиночных квантов света может оказаться ниже порога срабатывания компаратора.
В условиях постоянной засветки лавинные фотодиоды переходят в «классический» режим работы и выдают фототок, пропорциональный мощности падающего излучения. Поступление на такой фотодиод светового импульса с достаточно большой мощностью, превышающей некое пороговое значение, вызовет выброс тока, имитирующий сигнал от одиночного фотона. Это и позволяет криптоаналитику (Еве) манипулировать результатами измерений, выполненных Бобом: она «ослепляет» все его детекторы с помощью лазерного диода, который работает в непрерывном режиме и испускает свет с круговой поляризацией, и по мере надобности добавляет к этому линейно поляризованные импульсы. При использовании четырёх разных лазерных диодов, отвечающих за все возможные типы поляризации (вертикальную, горизонтальную, ±45˚), Ева может искусственно генерировать сигнал в любом
выбранном ею детекторе Боба.
Опыты показали, что схема взлома работает очень надёжно и даёт Еве прекрасную возможность получить точную копию ключа, переданного Бобу. Частота появления ошибок, обусловленных неидеальными параметрами оборудования, оставалась на уровне, который считается «безопасным».
Однако, устранить такую уязвимость системы распространения ключей довольно легко. Можно, к примеру, установить перед детекторами Боба источник одиночных фотонов и, включая его в случайные моменты времени, проверять, реагируют ли лавинные фотодиоды на отдельные кванты света. Также существует протокол детектор-независимого квантового распределения ключей, доказательство криптостойкости которого не зависит от уязвимости детекторов.  

## Plug & Play
Практически все квантово-оптические криптографические системы сложны в управлении и с каждой стороны канала связи требуют постоянной подстройки. На выходе канала возникают беспорядочные колебания поляризации ввиду воздействия внешней среды и двойного лучепреломления в оптоволокне. Но недавно[когда?] была сконструирована[кем?] такая реализация системы, которую можно назвать Plug and Play («подключай и работай»). Для такой системы не нужна подстройка, а только синхронизация. Система построена на использовании зеркала Фарадея, которое позволяет избежать двойного лучепреломления и, как следствие, не требует регулировки поляризации. Это позволяет пересылать криптографические ключи по обычным телекоммуникационным системам связи. Для создания канала достаточно лишь подключить приёмный и передающий модули и провести синхронизацию.

## Перспективы развития
Сейчас одним из самых важных достижений в области квантовой криптографии является то, что ученые смогли показать возможность передачи данных по квантовому каналу со скоростью до единиц Мбит/с. Это стало возможно благодаря технологии разделения каналов связи по длинам волн и их единовременного использования в общей среде. Что, кстати, позволяет одновременное использование как открытого, так и закрытого канала связи. Сейчас[уточнить] в одном оптическом волокне возможно создать около 50 каналов. Экспериментальные данные позволяют сделать прогноз на достижение лучших параметров в будущем:
- достижение скорости передачи данных по квантовому каналу связи в 50 Мбит/с, при этом единовременные ошибки не должны будут превышать 4 %;
- создание квантового канала связи длиной более 100 км;
- организация десятков подканалов при разделении по длинам волн.

На данном этапе квантовая криптография только приближается к практическому уровню использования. Диапазон разработчиков новых технологий квантовой криптографии охватывает не только крупнейшие мировые институты, но и маленькие компании, только начинающие свою деятельность. И все они уже способны вывести свои проекты из лабораторий на рынок. Все это позволяет сказать, что рынок находится на начальной стадии формирования, когда в нём могут быть на равных представлены и те и другие.